# Sonneratia alba
Sonneratia alba (Sm., 1816) è una pianta appartenente alla famiglia delle Lythraceae, diffusa nelle foreste di mangrovie dell'oceano Indiano e del Pacifico centro-occidentale.